# 最後の晩餐 (ゲー)
『最後の晩餐』（さいごのばんさん、露: Тайная вечеря, 英: The Last Supper）は、ロシアの画家ニコライ・ゲーが1861年から1863年にかけて描いた絵画である。
縦 283.0 センチメートル、横 382.0 センチメートルの大きさをもつ。キャンバスに油彩で描かれている。サンクトペテルブルクに所在するロシア美術館のミハイロフスキー宮殿のルーム26に所蔵されている。

## 概要
本作は、イエス・キリストが使徒たちとともに摂った最後の夕食、「最後の晩餐」を題材とした作品である。1861年8月、イタリアのフィレンツェで本作の製作が開始される。1863年9月、本作がサンクトペテルブルクに搬入され、帝国美術アカデミーの評議会に提出される。本作は大きな称賛を受け、歴史画の教授の称号がゲーに授与された。同月、帝国美術アカデミーの展示会で展示される。
1864年2月12日、ロシア皇帝アレクサンドル2世によって本作が買収される。同年、複製画が製作される。この複製画は、縦 67 センチメートル、横 90 センチメートルの大きさをもつもので、1928年よりサラトフのラジーシチェフ記念美術館 (ru) に所蔵されている。1866年にも複製画が製作されている。この複製画は、縦 66.5 センチメートル、横 89.6 センチメートルの大きさをもつもので、トレチャコフ美術館に所蔵されている。
本作におけるキリストの姿は、1861年に写真家セルゲイ・レヴィーツキー (ru) によってパリで撮影された、作家、思想家アレクサンドル・ゲルツェンの肖像写真に基づいて描かれたとされる。

## 作品
最後の晩餐が行われた後の様子が描かれている。晩餐の折にキリストは、「使徒のうちの1人が、私を裏切るだろう」という旨の発言をしている。ユダがドアのほうへ向かい、小さな暗い部屋から出て行こうとしている。ユダは、背後からの光を受けて影になっており、表情がほとんど見えない。他の使徒たちは、ユダのほうに視線を向けている。
画面の中央、白いテーブルクロスがかけられたテーブルに寄りかかる形で肘枕をして横になり、瞑想をしている人物が、キリストである。画面の左側に描かれたヨハネは、眼前で起きていることを信じることができずに絶望している。画面の右側の白いひげをたくわえた人物は、ペトロである。ペトロは、ユダに対して怒りの念を抱いて立ち上がっている。